# Sd.Kfz.251
Sd.Kfz. 251 (скраћено од Sonderkraftfahrzeug - возило специјалне намене) је плод немачког Блицкрига - муњевитог рата. Вермахту је у ратним годинама било потребно лако, оклопно али и покретљиво возило које може да испуни више наменских задатака: превоз пешадије, муниције, ратног материјала, транспорт артиљерисјких оруђа, блиска подршка пешадије лаким а понекад и тешким наоружањем а касније и одбрана ваздушног простора.

## Модели
Први модел Сдкфз 251 Аусф. А је представљао почетак целе серије полугусеничара. Први модели су коришћени у Пољској 1939. године, где су се одлично показали и први пут доказали своју вредност за транспорт јуришне пешадије. Од наоружања су имали један митраљез МГ 34. Касније је дошла читава плејада возила, наравно са другим ознакама:
- Sd.Kfz. 251/1 - основни оклопни транспортер.
- Sd.Kfz. 251/2 - транспортер са минобацачем од 81 mm GrWr 34 (66 граната).
- Sd.Kfz. 251/3 - возило опремљено јаким радио уређајима и средствима везе (склопна антена од 8 m и FuG 1-12).
- Sd.Kfz. 251/4 - тегљач артиљеријских оруђа од лаких ПТ топова до лаких и средњих хаубица (75 mm le IG 18 и 105 mm le FH 18) (7 члана посаде).
- Sd.Kfz. 251/5 - пионирско возило опремљено инжењеријским материјалом.
- Sd.Kfz. 251/6 - командно возило или командни пункт на нивоу дивизија - армија, са 8 члана посаде и уређајем за дешифровање типа „Енигма“.
- Sd.Kfz. 251/7 - још једно инжењеријско возило опремљено са 2 елемента понтонског моста или јуришним чамцима. Наоружање су чинила 2 митраљеза МГ 42.
- Sd.Kfz. 251/8 - амбулантно возило за транспорт рањеника (3 члана посаде и 8 лаких рањеника).
- Sd.Kfz. 251/9 - возило наоружано краткоцевним топом од 75 mm KwK 37 L/24 са 52 гранате, које је коришћено као блиска артиљеријска подршка пешадије. Поред топа на возилу се налазио и један митраљез МГ 42.
- Sd.Kfz. 251/10 - возило опремљено против-тенковским топом од 37 mm ПаК 36 sa 168 граната.
- Sd.Kfz. 251/11 - возило за инсталацију каблова за везу (одржавање телефонске везе на већим релацијама).
- Sd.Kfz. 251/12 - командно-осматрачко возило артиљерије. Шест члана посаде.
- Sd.Kfz.251/13 - возило са опремом за прислушкивање дејства непријатељске артиљеријер; (да би се одредио приближан положај и даљина непријатељске артиљерије).
- Sd.Kfz. 251/14 - иста намена као и Sd.Kfz. 251/13.
- Sd.Kfz. 251/15 - возило за артиљеријску опрему.
- Sd.Kfz. 251/16 - бацач пламена. У задњем делу је имао два бацача пламена од 14 mm. који су могли да се контролишу и када је пешадија ван возила.
- Sd.Kfz. 251/17 - против-авионско возило са оруђем Флак 20 mm или Флак 30 mm.
- Sd.Kfz. 251/18 - артиљеријско осматрачко возило са 6 члана посаде.
- Sd.Kfz. 251/20 - прво возило у свету са инфрацрвеним уређајима за ноћно извиђање.
- Sd.Kfz. 251/21 - Дрилинг. Против-авионско возило са 3 топа 15 mm МГ151/15 или 20 mm МГ151/20.
- Sd.Kfz. 251/22 - возило са против-тенковским топом 75 mm ПаК 40. Посада 4 члана.
- Sd.Kfz. 251/23 - возило наоружано топом од 20 mm KwK 38 са 100 граната.
- Sd.Kfz. 251/24 - транспортер муниције.

## Борбена употреба
Sd.Kfz. 251 је био употребљаван на свим фронтовима. коришћен је у скоро сваком окршају и у свакој већој битки. Колико је велику популарност имао потврђује и податак да су Панзергренадири (немачка јуришна пешадија) користили овај транспортер од самог почетка па до краја рата.
На почетку је Сдкфз долазио из фабрика у метално сивој боји да би касније добио (најчешће на самом фронту) камуфлажно-маскирну боју. Читаве јединице су опремане овим транспортером и не постоји ниједна пешадијска јединица у немачкој војсци која га није имала. Овај транспортер је касније остао у неким армијама и до касних 60-их година.

## Ратни пут возила
Прва Sd.Kfz. 251 возила која су коришћена у ратним условима су била командна и вучна, ненаоружана возила Легиона Кондор, прецизније јединице Flak Abteilung (motorisierte) 88 (AS 88), једне јаке против-авионске јединице у Шпанском грађанском рату. Међутим сама возила нису коришћена у борби већ искључиво као вучна возила за лаке Флак топове и као транспортно возило. Ту се Sd.Kfz. 251 одлично показао у свим условима, нарочито на растреситом терену.

### Пољска 1939.
Инвазија на Пољску 1939. је донела велике промене у немачкој војсци, Вермахту. Једна од најинтересантнијих је била нов начин транспорта пешадије. Овде је Sd.Kfz. 251. доживео своје прво ватрено крштење као транспортер и мобилна ватрена подршка пешадије. У такозваним leichte Panzer Kompanie-ама односно лаким тенковским јединицама су уз тенкове тима Панцер I и Панцер II се кретали Sd.Kfz. 251 батаљони, натоварени лаком и јуришном пешадијом, подржавајући напад и брзо танспортујући пешадију у кризну зону. Одмах је уочена и веома важна мана возила - због свог танког оклопа пољски артиљерци су прво уништавали транспортере а онда усмеравали цеви на тенкове. Одмах је измењен принцип коришћења и возила су се кретала од неколико десетина до неколико стотина метара иза тенкова.

### Француска западни Европа 1940.
Током инвазије на Француску ово возило је постигло запажен успех али и претрпело неколико модификација. Због чињенице да је Француска поседовала јаку против-тенковску артиљерију као и Мажино линију већина возила је сконцентрисана на северу, по плану команде Вермахта о заобилажењу кроз Ардене. Овде су ова возила прошла кроз велико искушење кретања кроз Ардене пратећи Ромелову групу. Почеле су и прве муке и невоље, нарочито због шумовитог терена, лоших путева и брзине којом су колоне морале ићи да би се постигао ефекат изненађења. Механички кварови, проблеми са горивом и ефективом возила донеле су и прве промене. Направљене су инжењеријске модификације са понтонским мостовима (у Пољској су коришћене модификације Панцер I тенка за тај посао), амбулантна верзија, верзија са јаким радио уређајем и са средњим минобацачем калибра 81 mm. Sd.Kfz. 251 је нарочито стекао тада репутацију због добре покретљивости и брзине (после пробоја, приликом праћења Панцер група које су се пробијале веома брзо кроз северну Француску).

### Sd.Kfz. 251 стиже у Африку
Следеће 1941. године мањи број возила је истоварен у Триполију заједно са Немачким Афричким корпусом. Тада је Sd.Kfz. 251 први пут изложен пустињским условима. После краћег времена уочено је прегревање мотора као и неопходност уградње уређаја за вентилацију ваздуха. Возило се одлично показало у песку а и кориђћено је први пут и као мамац: на задњем делу возила су по наредби Ромела прикачињане гране и ланци тако да док се возило креће иза себе оставља велику прашину (и самим тим приликом ваздушног извиђања противник сматра да се ту крећу тенковске јединице). Сам Ромел је ретко користио Sd.Kfz. 251 и предност је дао Sd.Kfz. 250 због мање величине и бољих перформанси. Током целог постојања фронта у Африци је коришћен Sd.Kfz. 251, у транспортним, логистичким и пешадијским јединицама а нека возила су добила и против-авионске топове.

### Источни фронт
Операција Барбароса је 1941. поново убацила Sd.Kfz. 251 у борбу на тлу Европе. У првим месецима похода на Совјетски Савез нису постојали проблеми са возилом (поучени искуствима из Француске немачки инжењери су побољшали возило и ојачали слабе тачке са механичке тачке гледишта). Међутим, у јесен су кренуле јаке кише и пред Припјатом су Немци улетели у велике мочваре. У припјатским мочварама возила су страдала у великом броју: отпадале су гусенице, возила би се заглибила и било је неопходно извући их јаким тегљачима). На Источном фронту појавиле су се и модификације са топовима 75 и 37 mm. Прве зиме на Источном фронту су се створили нови проблеми: због веома ниских температура и ослабеле логистике многе јединице су оставиле Sd.Kfz. 251 завејане у снегу током повлачења испред Москве током Московске Битке. Фалили су резервни делови, мотори су се замрзавали и отказивали, инструменти пропадали. Такође, кретање по дубоком снегу било је скоро немогуће (у зиму 1943. године су извршене промене на целокупном систему гусеница и механичким деловима са изласком нове верзије возила).
Занимљивост је и џеп код Каменец-Подолскија 1944. у западној Украјини: целокупни батљони Прве оклопне армије су се извукли из окружења са лаком артиљеријом возећи се на Sd.Kfz. 250 и 251 возилима, најчешће ноћу (одређен број возила је добио и инфра-црвене уређаје, прве у свету, за ноћно извиђање).

### Француска 1944.
Током савезничког искрцавања у Нормандији под називом Оверлорд вршена су систематска митраљирања и ракетирања путева, мостова и колона. Ту је Sd.Kfz. 251 возило жестоко страдало због отвореног крова. Рецимо током затварања џепа код Мортена око 80% оклопних транспортера које су Немци оставили за собом Савезници су могли користити (посаде погинуле или побегле а возила остала у возном стању). Али ту је Sd.Kfz. 251 односио и своје победе: падобранци који су избачени у зору 6. јуна су имали велике проблеме са патролама које су имале ово возило; Базука, главно оружје против-тенковске борбе које су имали у већини случајева није била ефективна, због косог оклопа често би се ракета распрсла и млаз експлозије само изгорео метал. Међутим и после првобитне надмоћности показала се једна огромна мана возила: возач и митраљезац нису могли да виде стране возила у довољној мери да би се уочио противник, то је искоришћено заједно са рањивошћу гусеница и створена је „лепљива бомба“. У суштини то је била торбица или чарапа напуњена Композицијом-Б, ТНТ експлозивом или мином типа „Ховкинс“, премазана лепљивом смесом са кратким брзогорећим фитиљем која би се лепила или једноставно бацала на гусенице и приликом експлозије возило би било не само заустављено већ и потпуно избачено из строја.
У том раздобљу као и касније у операцији Маркет Гарден појавила се верзија возила са против-тенковским топом ПаК калибра 75 mm.

### Ардени 1944.
Током офанзиве у Арденима 1944. ово возило је стекло добру репутацију код америчких војника из 101. падобранске дивизије. Поучена искуствима са источног фронта (са кога је стигла СС панцер дивизија да би учествовала у операцији) немачка војска је ефективно употребљавала ове оклопне транспортере за чишћење заосталих џепова отпора, брзе пробоје, притисак и пробијање линија. У то време се стварају и пројекти о побољшаним верзијама транспортерима са различитим арсеналом наоружања али су због краја рата остали само на папиру.

### Берлин 1945.
Последње ратне дане Sd.Kfz. 251 је видео у Берлину, током Берлинске битке. Ту је најчешће коришћен као мобилни медицински пункт или као стационарна ватрена тачка (добијена укопавањем и наслаганим бетонским плочама и џаковима са песком око и на возилу).

## Предности
Sd.Kfz. 251, када је настао, је био инвентиван и оригиналан у сваком погледу. Пружио је одличан превоз пешадије, имао је довољну заштиту од пушчане муниције и лаког пешадијског наоружања, могао је да истрпи и поготке оружја калибра 20mm због косо постављеног оклопа и имао је одличну покретљивост. Вермахт је имао три возила која су била високо цењена у пешадији:

- Сдкфз 2 Кетенкрад
- Raupenschlepper Ostfront РСО тегљач
- Sd.Kfz. 250 и 251

До важности гусеница на транспортном возилу нарочито је дошло до изражаја током Барбаросе и битке за Москву где су остала возила која су имала само точкове остајала у колонама заглављена у блату или нису могла да пруже довољно добру помоћ пешадији. Важан је био и оперативни радијус дејства Sd.Kfz. 251 јер је могао са резервоаром од 160 литара прећи 300 километара путем или око 150 километара ван пута []. Релативно мала висина је била добра и за слабије уочавање возила као и за тактичко маскирање.

## Мане
Највећа мана коју је ово возило испољило је дизел-мотор. Док је током летње Битке за Француску ово возило радило несметано и без већих проблема током битке за Москву и зимске офанзиве Црвене армије многа возила су остала завејана или напуштена из простог разлога што мотор није могао да се упали. Дизел-гориво се показало као кобни чинилац због ниских температура (дешавало се да гориво достигне толику густину да постаје неупотребљиво за мотор) али је овај проблем на терену решен већ идуће зиме током битке за Стаљинград тако што су посаде држале возило упаљено и по неколико сати пре почетка акције.
Следећа мана возила је била релативно мала брзина, нарочито кобна у Нормандији током битке за Нормандију где су многа возила пала као плен Савезничких ловаца-бомбардера.
Иако је возило произведено у великом броју (око 15.000) то је било недовољно да се све пешадијске јединице опреме њиме. Само су неке мање јединице имале попуњен састав Sd.Kfz. 251 возила, то су били углавном панзергренадири.
Луфтвафе је имала ограничен број возила као и један мањи број возила са против-авионским топовима јер је владало мишљење да би требало убацити у активне копнене трупе што више мобилне против-авионске заштите док би се статична препустила Луфтвафи.

### Слабе тачке
Због основне намене возила која је блиска подршка пешадије оклоп је релативно лак и танак. Иако је постављан под углом који је обезбеђивао рикошетирање и понекад подбацивање путујућег зрна оклоп је био недовољан да заштити посаду и митраљесца од оруђа јачих од 12.7 mm као што је на пример совјетска против-тенковска пушка ПТРС. О против-тенковским топовима није било ни говора, посада је имала само минималне шансе.
Ако би противник био веома прецизан, могао је да убаци ручну бомбу у задњи део возила и тиме би га онеспособио за даљу употребу. Молотовљеви коктели су нарочито били убојити за Сдкфз.
У Северној Африци смртну опасност је представљала америчка Базука М1. Једним поготком се могао уништити цео мотор.
Вероватно најопаснија ствар која се могла десити су гусенице. Када би гусенице отпале или биле оштећене/уништене, возило би постало лака мета противника. На сву срећу посада замена гусеница на ранијим моделима је трајала око 20 минута (многе посаде су имале резерве секције гусеница у или на возилу, у случају нужде).
Чињеница да је возило било релативно споро, без крова и препознатљивог облика, допринела је томе да је стотине возила било плен ловцима и авионима за обрушавање.
Танак под возила такође је представљао опасност. Коришћене су различите технике бацања ручних бомби да бе се пробио под и млазом дејства онеспособио возач.

## Возило у другим војскама
Овај оклопни транспортер је падао у руке и Црвеној армији и Савезницима. Највећи број заробљен током Московске битке и капитулације Немачког Афричког Корпуса. Одређен број је заробила и герила у поробљеној Европи. Црвена армија их је користила где је могла због недостатка оклопних транспортера и то по принципу траје-док-траје, после већег квара возило се није оправљало. Борци 1. Украјинског фронта су 4 возила опремили тешким митраљезима Дшк 12.7 mm.
Савезници су ове оклопне транспортере ретко користили због опасности да их сопствена авијација нападне. Сдкфз је имао упечатљив облик из ваздуха а и изразит и специфичан звук мотора тако да је постојала опасност да дође до размене ватре између сопствених јединица.
Прерађени Sd.Kfz. 251 је користила и Чешка под ознаком OT-810. Радило се о сличном возилу које је имало оклопљен кров и боље хлађење мотора. Возило је коришћено до касних 60-их година.
Неки инжењери сматрају каснија Чешка возила типа М59 Прага као потомке Sd.Kfz. 251.

### Књиге
- Бранко Китановић „Берлинска битка“, поглавље „Искрцавање западних Савезника у Нормандији“, Београд 1980.
- Душко Нешић „Наоружање Другог светског рата - Немачка“ књига 1; pp. 187 - 192. Београд 2007. Војноиздавачки завод
- Battistelli, Pier Paolo (2007). Panzer Divisions: The Blitzkrieg Years 1939-40. Osprey Publishing. ISBN 978-1-84603-146-5.[мртва веза]